# Aloencyrtus umbrinus
Aloencyrtus umbrinus är en stekelart som först beskrevs av Compere 1939.  Aloencyrtus umbrinus ingår i släktet Aloencyrtus och familjen sköldlussteklar. Inga underarter finns listade i Catalogue of Life.